# Tonja Christowa
Tonja Christowa (ur. 27 lipca 1956) – bułgarska lekkoatletka, która specjalizowała się w rzucie oszczepem.
Złota medalistka mistrzostw Europy juniorów z 1973 roku. 

## Osiągnięcia
| Rok  | Impreza                     | Miejsce  | Pozycja    | Wynik |
| ---- | --------------------------- | -------- | ---------- | ----- |
| 1973 | Mistrzostwa Europy juniorów | Duisburg | 1. miejsce | 54,84 |